# Cheilosia aliena
Cheilosia aliena är en tvåvingeart som beskrevs av Barkalov och Peck 1997. Cheilosia aliena ingår i släktet örtblomflugor, och familjen blomflugor. Inga underarter finns listade i Catalogue of Life.